# 12 могил Ходжи Насреддина
«12 могил Ходжи Насреддина» — советская кинокомедия о приключениях известного восточного персонажа Ходжи Насреддина в XX веке. Это четвёртый фильм о Насреддине. Снят в 1966 году на киностудии «Таджикфильм». Главную роль, роль самого Ходжи Насреддина играет народный артист Азербайджанской ССР Башир Сафар-оглы.
Фильм посмотрели 14,5 млн зрителей за первый год демонстрации.

## Сюжет
Известный восточный фольклорный персонаж и герой анекдотов Ходжа Насреддин покидает прошлые века и приезжает на своём осле в XX век — Советский Таджикистан. В столице республики, Душанбе, проходит конкурс на лучшее исполнение образа Ходжи Насреддина. Но настоящего Насреддина выгоняют с конкурса, не веря, что он и есть Ходжа Насреддин. Его принимают то за артиста, то за сумасшедшего. Насреддин бежит из психиатрической больницы и, спасаясь от погони санитаров, попадает на съёмки исторического фильма «Падение эмира». Не зная, что это фильм, Насреддин по-настоящему разделывается с артистом, играющего бухарского эмира, сводя с ним старые счёты.
Вскоре Насреддин приезжает в колхоз, где его по ошибке принимают за представителя народного контроля. Ходжа Насреддин позже понимает, что на земле до сих пор есть невежды и жулики, и что он ещё нужен. Фильм показывает, что если в прошлом влиятельные люди боролись с Ходжой Насреддином, то и в наши дни Насреддин высмеивает и бичует бюрократов и лжецов.

## В ролях
| Актёр               | Роль                                                         |
| ------------------- | ------------------------------------------------------------ |
| Башир Сафар-оглы    | Ходжа Насреддин                                              |
| Сталина Азаматова   | Заррина Бурханова                                            |
| Нозукмо Шомансурова | председатель областного комитета народного контроля Шарипова |
| Наимджон Гиясов     | Раис Кабиров                                                 |
| Михаил Аронбаев     | Ниязов                                                       |
| Евгений Весник      | профессор Цветков                                            |
| Алексей Смирнов     | пациент психбольницы                                         |
| Сергей Голубев      | санитар                                                      |
| Николай Кузьмин     | санитар                                                      |
| Климентий Минц      | кинорежиссёр на съёмках                                      |
| Лев Степанов        | пациент психбольницы Пётр Иванович                           |
| Рахим Пирмухамедов  | сторож                                                       |